# Örsúr nemzetség

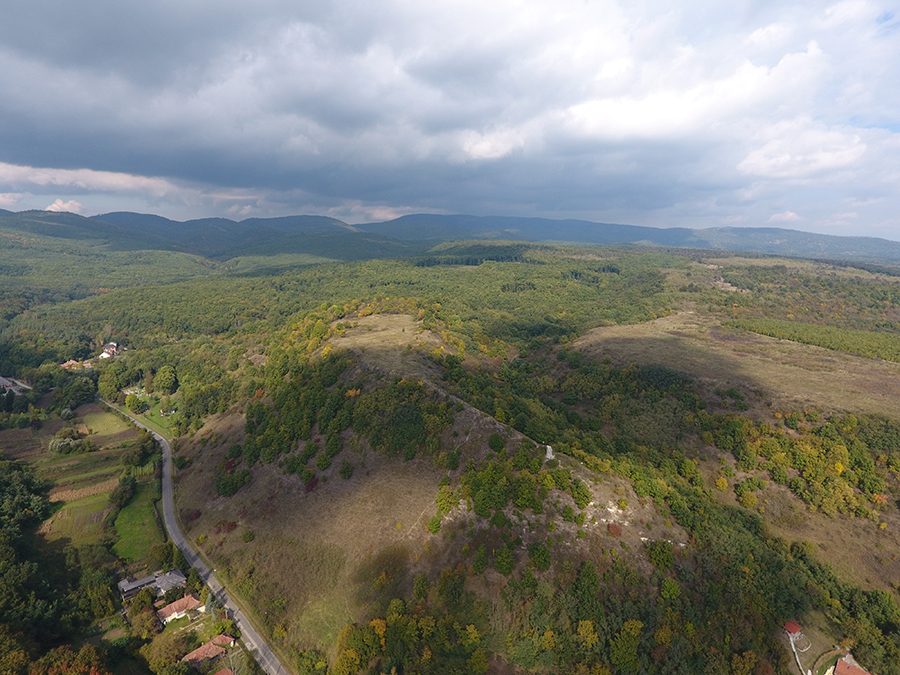
Örsúr várának maradványai a Sály feletti hegytetőn

Az Örsúr nemzetség a 108 magyar nemzetség egyike volt. További névváltozatai: Erősúr, Eruswr, Ursur, 1248-ban Verusur, 1249-ben Wrswr.

## Története
A nemzetséget Anonymus leírása említette először,: "Acsád fia, a honfoglalás idejében Árpád vezértől, ki seregét a Nyárádig vezette, Kács (Casu) vidékén nagy földet kapott szállásul s utóbb a Nyárád forrásánál az Örsúr várának nevezett erősséget építtette."
Györffy György is az Örsúr nemzetséget jelöli meg Borsod vármegyéről szóló leírásában a megye ősfoglaló nemzetségeként; mi szerint a krónikák is itt jelölik meg Örs vezér szállásterületét, s szerinte Örs vezéri voltát bizonyítja az Örsúr nevében rejlő úr méltóságnév is, mely eredetileg törzsfőt jelenthetett. Az Örsúr nemzetség ősi birtokai is a megye határain belül találhatók, és mivel a krónikák is magyar vezérnek írják le Örsöt, nincs okunk kunnak, kabarnak tartani és Borsod vármegyét kabar szállásterületnek tekinteni.
Az Anonymus által említett első 10.-11. század körül épült Őrsúr várat a régészek a Sály feletti hegy fennsíkjának északi végében tárták fel. Ez a vár szolgált az Örsúr nemzetség első központjaként, majd ezt később valami ok miatt elhagyták és Kácson építették fel új nemzetségi központjukat, valószínű a 13. század közepe körül, mikor a nemzetség két részre szakadt és ezután Örsúr vára a Váraljai-ág birtokába került, a Daróci-ág pedig a szomszédos Kács várát birtokolta. A sályi hegyen álló várhoz tartozott Váralja falu is, mely valószínűleg a török korban pusztult el. A Sály fölötti első Örsúr vár közelében épült fel később, valamikor a 12. században Latorvár is.
A Bükk-vidék területén, dél Borsodban letelepedett Örs törzs vezető nemzetségének első személyisége Kacsu (Casu) lehetett, az ő nevét őrzi Kács település, ahogy például az Aba nemzetségnél Pata nevét (Gyöngyöspata). A nemzetség itt Kácson építette fel nemzetségi várát és bencés monostorát, mely a nemzetség temetkezési helyéül is szolgált.
A nemzetség tagjai már a korai időkben több családra bomlottak, valószínű, hogy a Sály felett felépült násodik erősség; Latorvár a nemzetség Sályi ágáé lehetett.
Az Örsök birtokai nagyrészt Borsodban és Szabolcsban valamint Veszprém- és Zala vármegyékben feküdtek.
A nemzetség címerállata a sólyom volt, mely totemisztikus emlékeket őriz; a család egykori állatősére utal, akitől az állítólag eredetét vette.
Az Örösúr, Örsúr nemzetség első okleveles említése 1230-ból maradt fenn, melyben IV. Béla király a királyi javak visszaszerzésére bizottságot hozott létre, e négytagú bizottságnak tagja volt Lőrinc fia Miklós (de genere Vrs) is.  
1248-ban Cserép határjárásánál említették; ekkor leírták, hogy Cherep falu (villa) határos de genere Verusur, illetve a kácsi monostor földjével, 1249-ben pedig Örösúr (Wrswr) formában tűnt fel, mikor az e nemzetséghez tartozó Csépán fiai, Csépán és Márkus, Kristóf fia Tybolt és Miklós fia Lőrinc a közös Szalonna birtokból eladták 100 ezüst Márkáért Tékusz ispánnak és testvéreinek: Bothnak és Baachnak a Zsíros és martonyi földeket, az eladásba a szomszédok is beleegyeztek. E Miklós utódai nevezték később magukat Szalonnai (de Szalonna) néven.
1291-ben a Geszten birtokos Iván fia László (de Geszt), valamint Mihály és atyja Miklós comes, Váraljai Lőrinc és János (Jákó) voltak az apátság kegyurai.
1292-ben egy oklevél szerint az utód nélkül elhalt Örs comes Tiszaörsi birtokát az egri káptalanra hagyta, ezt a király is jóváhagyta. Még ez évben a kácsi monostor kegyurai, vagyis a nemzetség tagjai (de genere Wereswr): Geszti, Szalonnai és Váraljai nemesek beleegyeztek, hogy a monostor apátja - "nyomorúságos helyzete miatt" - eladja a monostor bogorbesenyői (mező-kácsi) birtokát tartozékaival együtt.
1339-ben, majd 1347-ben és végül 1381-ben a nemzetség tagjai megosztoztak az eddig közösen használt birtokaikon. Az 1381-es birtokmegosztó oklevelet Garai Miklós nádor a Sajókazai évi nádorgyűlésen állította ki.
1413-ban János egri kanonok Daróczi Tyboldy fia Mihály fia Lászlót felkérte, hogy mutassa be neki Detre nádor 1399-ben Visegrádon kelt oklevelét.
Az Örsúr nemzetség borsodi családjai (ágai) voltak a 16. században: Sályi család, annak kihalása után a birtok a nemzetség többi tagjaira és a Daróczi (de Daróc) és a Tyboldi családra szállt. Rajtuk kívül még a Geszthy, Szalonnai, Váraljai családok is birtokosai voltak. A Tiboldy és a Daróczi családok faluja volt még a szomszédos, a Kácsi-patak völgyében fekvő Tibolddaróc is. 
Az Örs törzs többi tagja a fejedelmi kíséret részeként az ország különböző tájain telepedett le; így a Kárpát medencében (Sándorfi György alapján) megközelítőleg 30 helynév őrzi az Örsök emlékét:
- Bács-Bodrog vármegyében: Örs, Örspuszta (Palánka)
- Borsod vármegyében: Örös (Sajóörös), Örösújvár (Kács)
- Csanád vármegyében Örs-sírja (Makó)
- Fejér vármegyében: Alsóörs (Mány), Örs-puszta (Pusztaegres)
- Győr vármegyében: Mezőörs
- Heves vármegyében: Örs (Tarnaörs), Örs (Tiszaörs)
- Komárom vármegyében: Örsipuszta (Hetény), Örségfalu (Komárom)
- Karasd vármegyében: Órsova
- Pest-Pilis vármegyében: Budaörs, Örsed (Nagykőrös)
- Somogy vármegyében: Vörs, Örsi (Fonó), Örs (Lengyeltóti), Rácörs (Szentpálos)
- Szatmár vármegyében: Örs (Nagykároly)
- Szepes vármegyében: Örs (Korompa)
- Szilágy vármegyében: Örs (Zilah)
- Temes vármegyében: Örs (Temesvár)
- Torontál vármegyében: Örspuszta
- Veszprém vármegyében: Kisörs, Kővágóörs, Alsóörs, Felsőörs